# 浮游動物

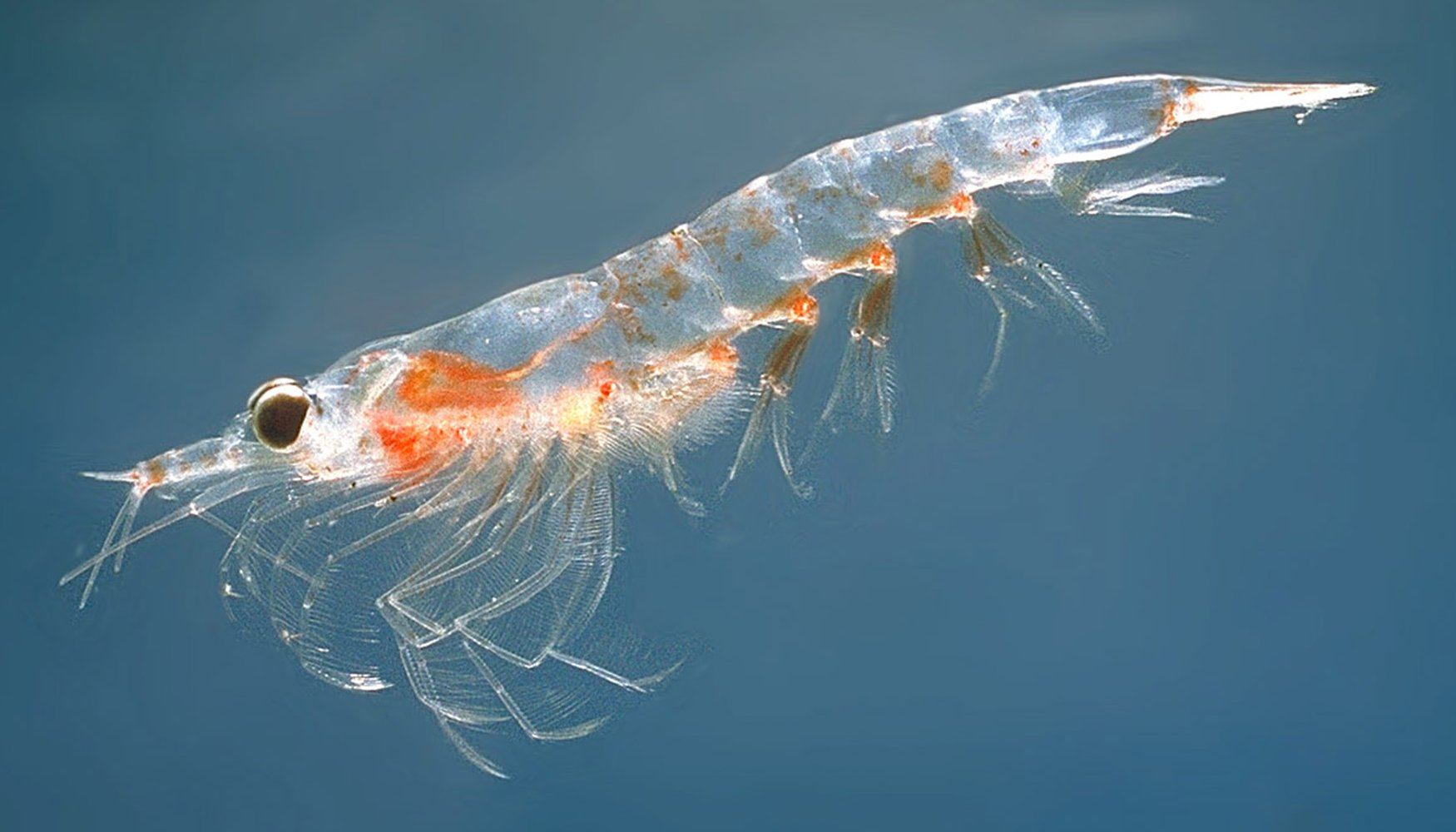
北方磷蝦

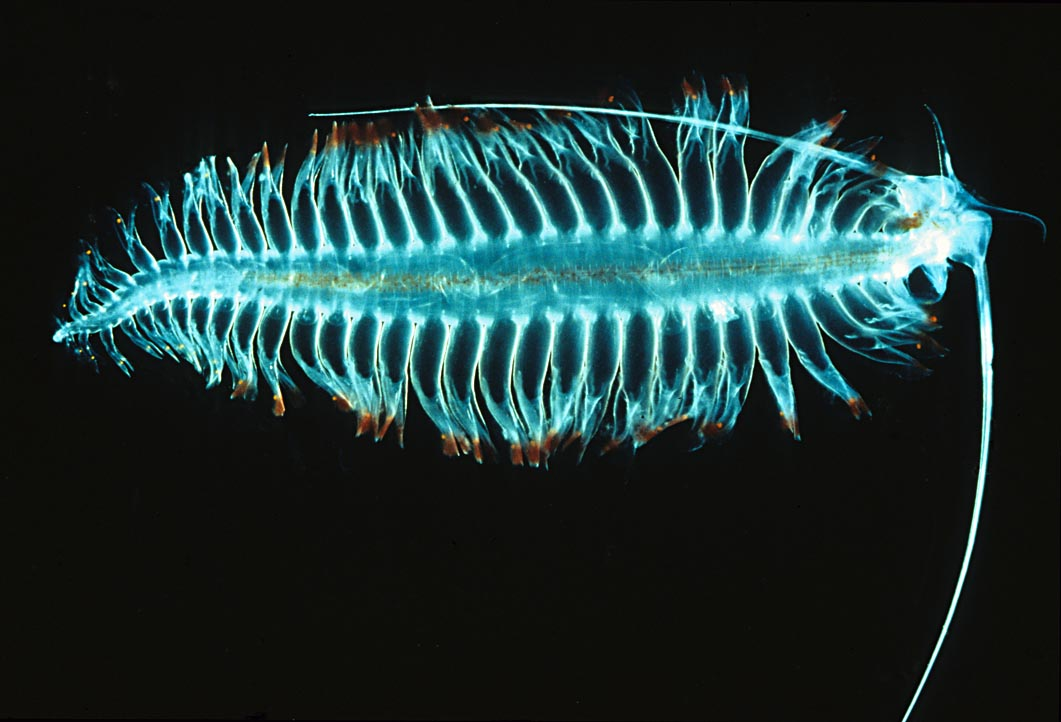
浮蠶屬生物

浮游動物（英語：zooplankton）指异营的浮游生物，通常专指各类移动性极其有限所以总体上随波逐流的水生真后生动物，但广义上也包括各类浮游的原生動物。从流体动力学的角度，浮游动物的雷诺数通常小于10，因此基本上不具有克服水流进行宏观自主活动的能力。
主要的浮游原生動物包括有孔蟲、放射蟲和雙鞭毛蟲；大型的浮游動物則包括部分刺胞动物（例如水母）、栉板动物、甲壳动物（例如橈腳類和介形蟲）、轮形动物、毛颚动物、软体动物（例如翼足目）和脊索動物（例如樽海鞘），许多自游动物（特别是小型鱼类和头足类）的卵和刚孵化的幼体也都处于浮游形态。作为食物网中的初级消费者，浮游动物以细菌、浮游植物或其它浮游動物為食物，反過來亦被其它更大的動物（特别是滤食性动物）所食用，是水域生态系统（特别是海洋生态系统）生物质循环的重要一环，据估算世界浮游生物的产量约360亿吨。
和浮游植物一樣，浮游动物依照對水溫、鹽分和养分等外部環境的適應性，可分佈于不同區域，所有外部因素中以上升流和沉降流導致的營養物質變化為最。浮游動物有時也會成爲疾病庫，比如一些甲殼綱的浮游生物會攜帶著可能引發霍亂的霍亂弧菌，後者以甲壳动物的外骨骼為食。

## 分类
前苏联鱼类学家尤里·阿利耶夫（俄语：Юрий Глебович Алеев，1926～1991）曾在其1977年出版的《自游动物》一书中在描述自游动物的生态形态学分类时连带着将浮游动物也细分为两类。而耶鲁大学的一个团队在2018年发表在《皇家学会报告》期刊中的一篇论文内也将阿利耶夫的分类定义进一步补完：
- 真浮游者（euplankton）：真正意义上的浮游动物，没有或仅有极其有限的横向运动能力，主要拥有浮力特征、无流线性，如桡足虫、轮虫、樽海鞘、笔石等；
- 自游浮游者（nektoplankton）：拥有一定横向运动能力但体型流线性很差，在平静水域能自由游动但无法驾驭洋流，如水母、栉水母、磷虾、菊石等。

## 食用
浮游动物的营养价值不亚于鱼类。目前可作为食品的浮游动物大约有20余种，其中主要是樱虾类、糠虾类、磷虾类和海蜇等。中国沿海盛产的海蜇（Rhopilema）和毛虾（Acetes）都是可供人类食用的海洋浮游动物。
由于世界人口的增长，趋于向海洋索取蛋白。例如,从1972年起，多个国家开始捕捞南极磷虾。5月14日，中国首艘南极磷虾专业捕捞加工船“深蓝号”从连云港起航开赴南极。

## 外部連接
- SAHFOS Sir Alister Hardy Foundation for Ocean Science
- Ocean Drifters （页面存档备份，存于） Short film narrated by David Attenborough about the varied roles of plankton
- Sea Drifters （页面存档备份，存于） BBC Audio slideshow
- Plankton Chronicles （页面存档备份，存于） Short documentary films & photos
- COPEPOD: The global plankton database （页面存档备份，存于）.  A global coverage database of zooplankton biomass and abundance data.
- Plankton*Net @ Roscoff, images of planktonic species
- Guide to the marine zooplankton of south eastern Australia, Tasmanian Aquaculture and Fisheries Institute
- Australian Continuous Plankton Recorder Project